# 村田紀敏
村田 紀敏（むらた のりとし、1944年（昭和19年）2月11日-）は日本の実業家。初代株式会社セブン&アイ・ホールディングス代表取締役社長。

## 略歴
東京都に生まれる。法政大学第一高等学校（現・法政大学高等学校）卒業を経て、法政大学経済学部へと進学。大学卒業後の1966年、大径鋼管株式会社に入社。経理部門を担う。
その後会社再編を受け、1971年、上場を控えたイトーヨーカ堂に転職する。1990年5月に取締役、1996年5月に常務取締役、2003年（平成15年）5月に専務取締役・専務執行役員を経て、2005年（平成17年）9月にセブン＆アイ・ホールディングス代表取締役社長・COOに就任。鈴木敏文同社会長兼最高経営責任者の側近として鈴木体制を支えてきた。
2016年5月26日付で辞任表明した鈴木会長兼最高経営責任者とともに人事を巡る混乱の責任を取るため顧問に退いた。
法政大学経済学部同窓会の会長を、2018年6月より務めている。また、法政財界人倶楽部の会長も担当している。